# خزرلی
خزرلی (به ترکی آذربایجانی: Xəzərli) یک منطقه مسکونی در جمهوری آذربایجان است که در شهرستان خاچماز و در دهیاری اوزون‌اوبا واقع شده‌است.